# Declaration of a Headhunter
Declaration of a Headhunter es el cuarto álbum de estudio de la banda de rap metal estadounidense Stuck Mojo, lanzado antes de su separación el 2000, el mismo año en que fue lanzado. A diferencia de los álbumes anteriores, toda la música y las canciones fueron escritas por Rich Ward, guitarrista de la banda. Esto se debió principalmente a la fricción que se había interpuesto entre él y el vocalista Bonz. Rich señaló "en el momento de Declaration of a Headhunter, Bonz y yo ni siquiera nos hablábamos". Debido a esto, existe una gran diferencia en las canciones: los coros están muy subrayados, mientras que Bonz lleva una posición más secundaria. Sin embargo, muchos aficionados de Stuck Mojo consideran que es el mejor trabajo de la banda, y como afirma en una entrevista Rich Ward, sintió que era su álbum más pulido, pesado, melódico y dinámico hasta la fecha.

## Lista de canciones
1. «Lesson in Insensitivity» :55
2. «Hate Breed» 3:16
3. «Set the Tone» 3:28
4. «April 29th» :44
5. «Raise the Deadman» 3:51
6. «Drawing Blood» 3:57 (con Donnie Hamby, de Doubledrive)
7. «An Open Letter» 2:00
8. «Give War a Chance» 4:22
9. «Feel It Comin' Down» 5:03
10. «The One» 3:22
11. «Evilution» 3:19
12. «Declaration» 1:58
13. «The Ward Is My Shepherd» 3:07
14. «Walk the Line» 3:42

## Músicos
- Bonz - Voz (rapeos)
- Rich Ward - Guitarra, voz gutural, voz melódica en "Give War a Chance", "Feel It Comin' Down" y "Raise The Deadman", teclados, loops y programación
- Dan Dryden - Bajo, voz melódica en "Set the Tone", "Evilution" y en la outro de "Feel It Comin' Down"
- Frank Fontsere - Batería
- Donnie Hamby - Voz en el estribillo de "Drawing Blood" (músico invitado)
- Dale Steele - Voz en "The One" (músico invitado; Steele fue vocalista de Sick Speed, banda de Ward, Dryden y Fontsere)

- Datos: Q5249454